# ルイ・マル
ルイ・マル（Louis Malle, 1932年10月30日 - 1995年11月23日）は、フランスの映画監督。

## 来歴

1959年

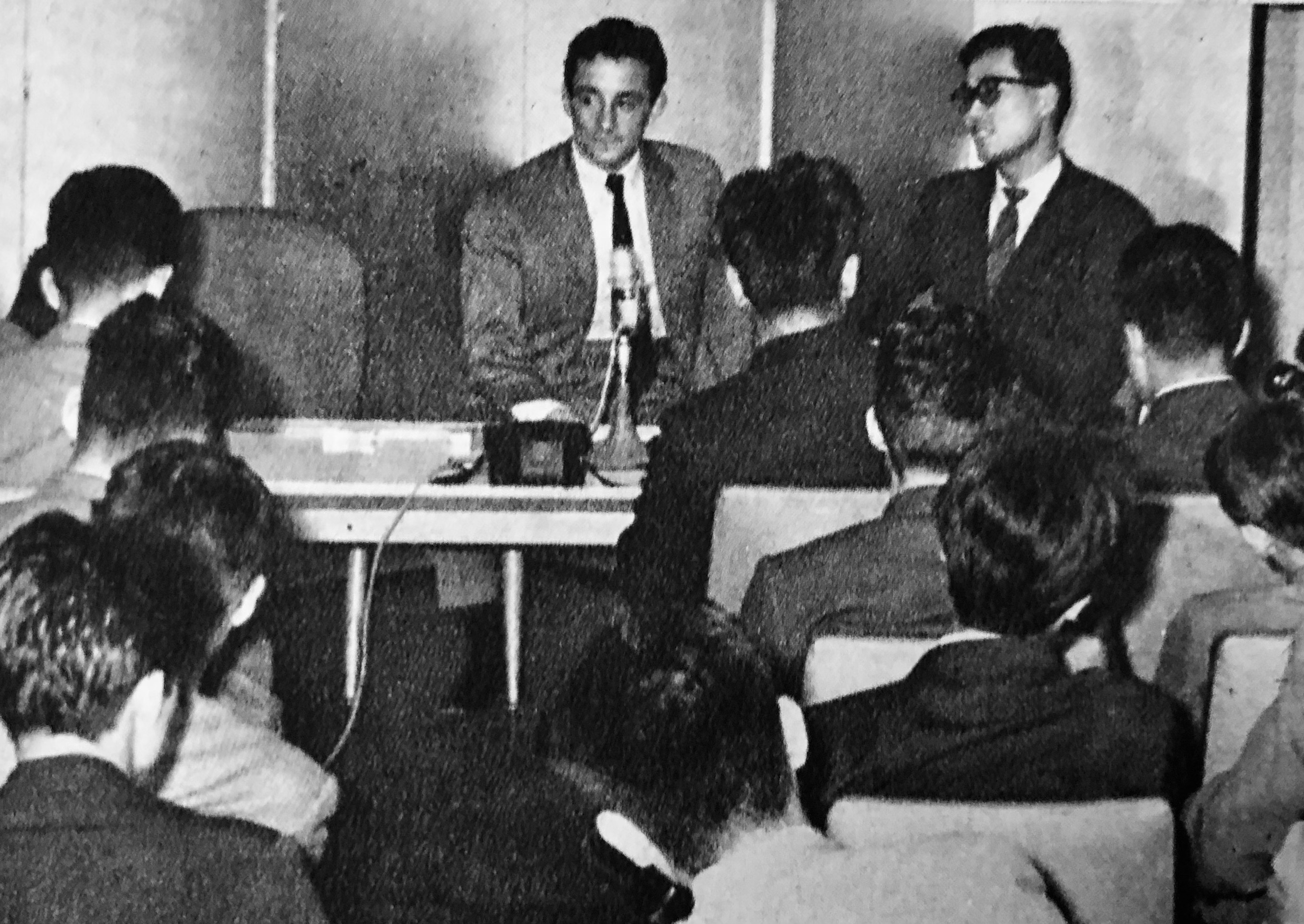
東京都築地の東急ホテルで記者会見するルイ・マル（1962年5月18日、中央の人物）

1932年10月30日、フランス・ノール県トゥムリーで富豪の家に生まれる。第二次世界大戦中は疎開。ソルボンヌ大学で政治科学を専攻するが中退し、パリのフランス国立高等映画学院に入学。
1956年に海洋ドキュメンタリー映画『沈黙の世界』を海洋学者であるジャック＝イヴ・クストーと共同で監督し、史上最年少（23歳）にしてカンヌ国際映画祭パルム・ドールを受賞。1958年に自己資金で製作した『死刑台のエレベーター』で25歳で実質的な長編映画監督デビューを果たす。同作はジャンヌ・モローの内省的な演技、アンリ・ドカエの手持ちカメラを主体とした撮影、マイルス・デイヴィスの即興演奏によるジャズと共にマルの斬新な演出が高く評価され、ルイ・デリュック賞を受賞。ヌーヴェル・ヴァーグの初期の作品として有名になるが、マルは『カイエ・デュ・シネマ』誌とは一切関わりを持っておらず、ヌーヴェル・ヴァーグ運動には参加していない独立の作家であるという見方もある。
以後も再びモローを起用した不倫劇『恋人たち』（1958年）、レーモン・クノーの小説を映画化したスラップスティック・コメディ『地下鉄のザジ』（1960年）、自殺を決意した青年の最期の2日間を描いた『鬼火』（1963年）といった多様なジャンルの作品を製作する。『恋人たち』と『鬼火』はヴェネツィア国際映画祭で審査員特別賞を受賞した。1968年には第21回カンヌ国際映画祭の審査員に選出されたが、五月革命の最中に映画祭を開催することに異議を唱え、ジャン＝リュック・ゴダールやフランソワ・トリュフォーなどのいわゆるカイエ派の作家たちや同じく審査員だったロマン・ポランスキーやモニカ・ヴィッティらとともにカンヌ国際映画祭粉砕事件を起こし、映画祭を中止に追い込んだ。マルはトリュフォーとともに最も過激な論陣を張ったという。
ヌーヴェル・ヴァーグの勢いが収束し、フランス映画が低迷した1970年代には、思春期の青年を描いた『好奇心』（1971年）や英国アカデミー賞作品賞を受賞した『ルシアンの青春』（1974年）などを製作。その後、1976年にアメリカへ移住し、ニューオーリンズの高級娼館を描いた『プリティ・ベビー』（1978年）や、ヴェネツィア国際映画祭金獅子賞を受賞し、自身がアカデミー監督賞にもノミネートされた『アトランティック・シティ』（1980年）などを監督した。
1987年にフランスへ戻り、ナチス・ドイツ占領下のフランスの寄宿学校での自身の体験を元にした『さよなら子供たち』（1987年）を製作。戦闘シーンを一切描かず、子供の目線で戦争と反ユダヤ主義を描写した同作で2度目となるヴェネツィア国際映画祭金獅子賞やルイ・デリュック賞、さらにはセザール賞作品賞・監督賞など多数の賞を受賞。
晩年も五月革命下のフランスの田舎町を舞台にした『五月のミル』（1989年）やジェレミー・アイアンズとジュリエット・ビノシュを起用した『ダメージ』（1992年）、アントン・チェーホフの『ワーニャ伯父さん』の舞台リハーサルをする人々をドキュメンタリー風に描いた『42丁目のワーニャ』（1994年）といった作品を製作。また、アキ・カウリスマキの『ラヴィ・ド・ボエーム』（1993）に、レストランの客役で出演している。1995年、癌により63歳で死去した。

### 私生活
一時期ジャンヌ・モローと交際していたほか、1965年に最初の結婚。2年後に離婚した後、1970年から73年の間、ドイツの女優であるギラ・フォン・ヴィターハウゼンと交際した。1980年にはアメリカの女優であるキャンディス・バーゲンと結婚し、生涯を共にした。

## 監督作品

『死刑台のエレベーター』（1958年）

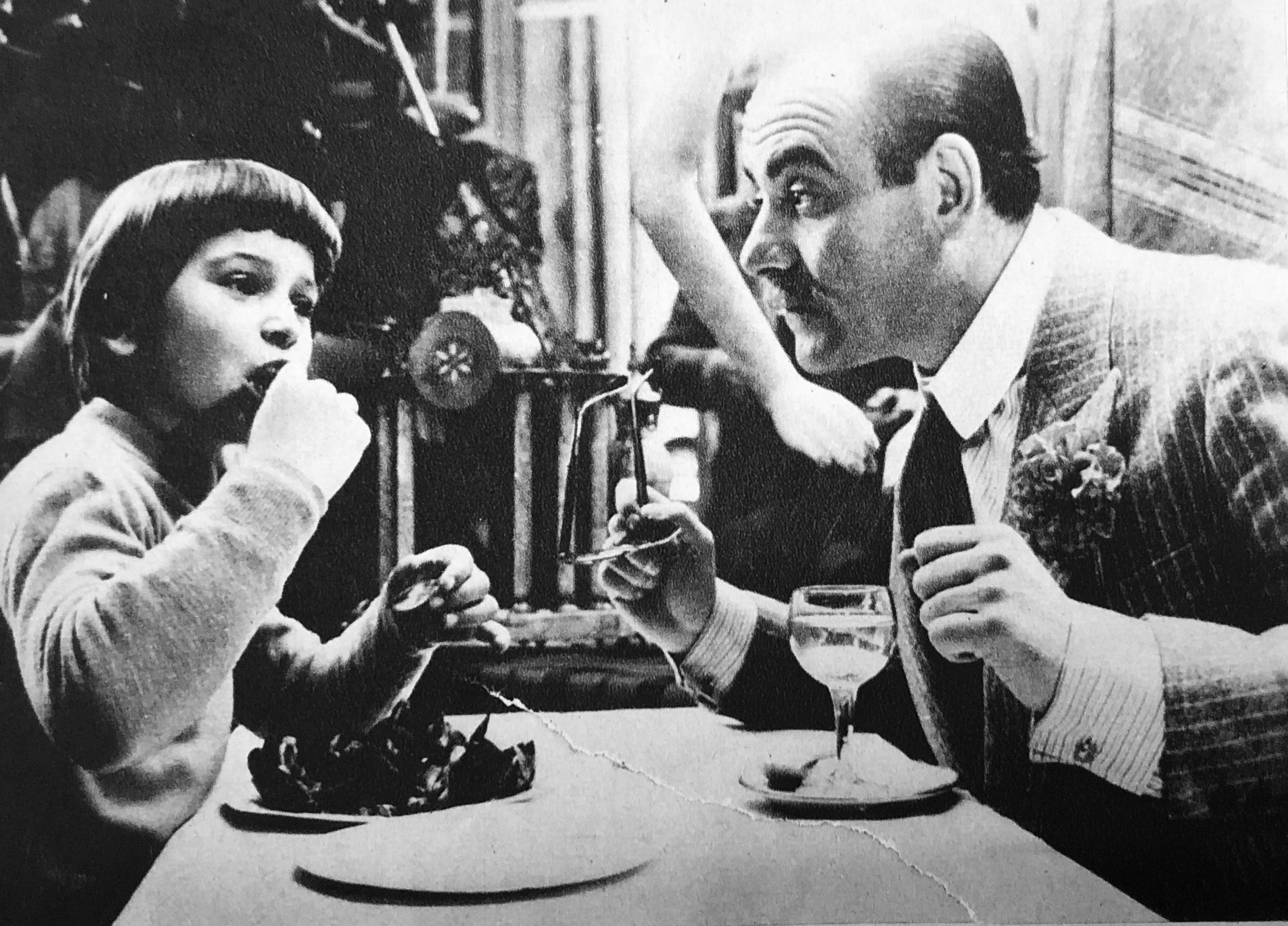
『地下鉄のザジ』（1960年）

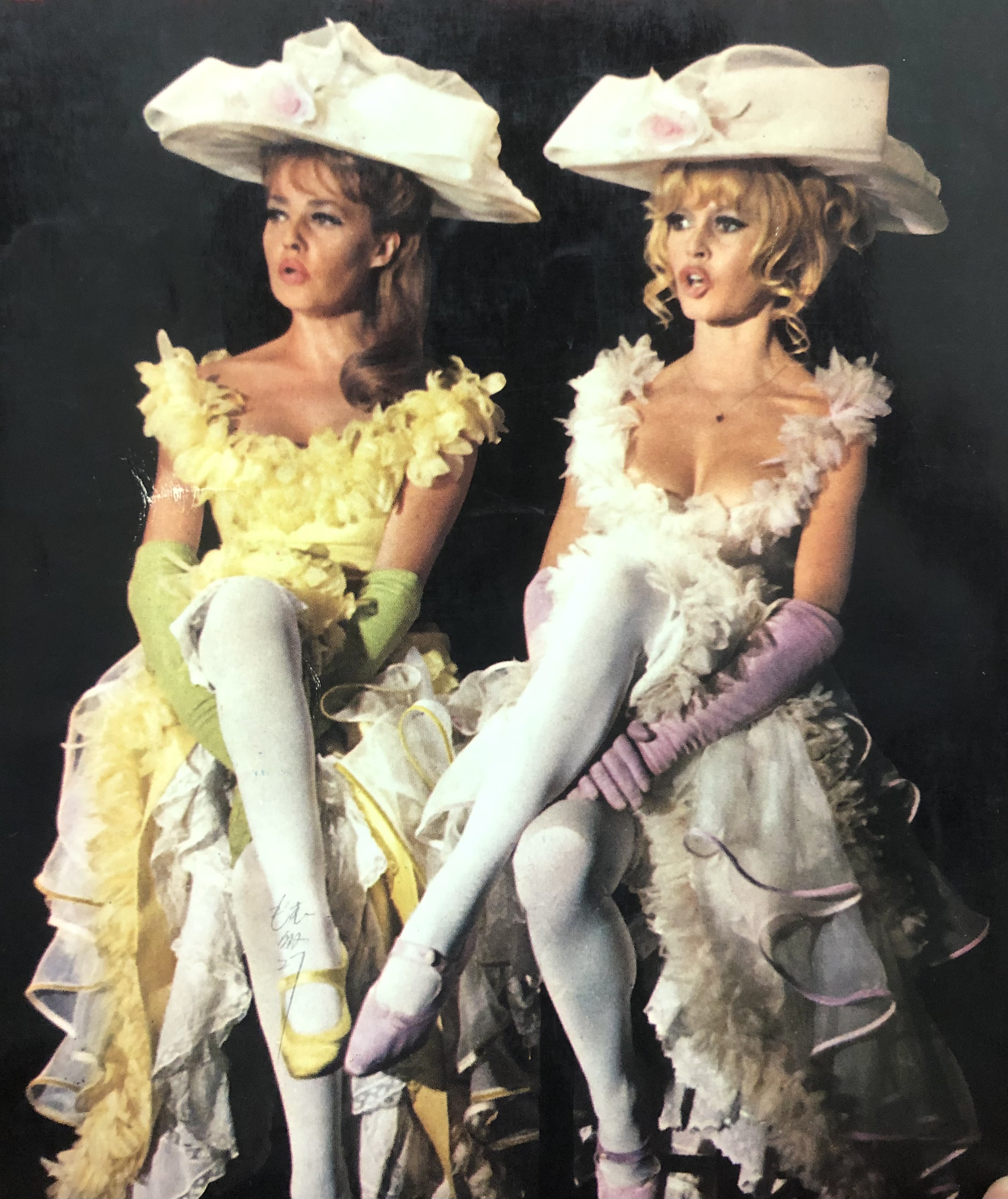
『ビバ!マリア』（1965年）

- 沈黙の世界 Le Monde du silence （1956年） ジャック＝イヴ・クストーと共同監督
- 死刑台のエレベーター Ascenseur pour l'échafaud （1958年）
- 恋人たち Les Amants （1958年）
- 地下鉄のザジ Zazie dans le métro （1960年）
- 私生活 Vie privée（1962年）
- 鬼火 Le Feu follet （1963年）
- ビバ!マリア Viva Maria! （1965年）
- パリの大泥棒 Le Voleur （1966年）
- 世にも怪奇な物語 Histoires extraordinaires （1967年） オムニバス
- カルカッタ Calcutta （1969年） ドキュメンタリー
- 好奇心 Le Souffle au coeur （1971年）
- ルシアンの青春 Lacombe Lucien （1974年）
- ブラック・ムーン Black Moon （1975年）
- プリティ・ベビー Pretty Baby （1978年）
- アトランティック・シティ Atlantic City, USA （1980年）
- ディナー ウイズ アンドレ My Dinner with Andre  （1981年）
- クラッカーズ/警報システムを突破せよ! Crackers （1984年）
- アラモベイ Alamo Bay （1985年）
- しあわせを求めて ...And the Pursuit of Happiness （1986年） ドキュメンタリー
- さよなら子供たち Au revoir, les enfants （1987年）
- 五月のミル Milou en mai  （1989年）
- ダメージ Damage （1992年）
- 42丁目のワーニャ Vanya on 42nd Street （1994年）

## 受賞歴
| 賞                                   | 年     | 部門                         | 作品                         | 結果       |
| ------------------------------------ | ------ | ---------------------------- | ---------------------------- | ---------- |
| カンヌ国際映画祭                     | 1956年 | パルム・ドール               | 『沈黙の世界』               | 受賞       |
| カンヌ国際映画祭                     | 1978年 | フランス映画高等技術委員会賞 | 『プリティ・ベビー』         | 受賞       |
| ナショナル・ボード・オブ・レビュー賞 | 1956年 | 外国語映画賞                 | 『沈黙の世界』               | 受賞       |
| フランス映画批評家協会賞             | 1956年 | 作品賞                       | 『沈黙の世界』               | 受賞       |
| フランス映画批評家協会賞             | 1974年 | 作品賞                       | 『ルシアンの青春』           | 受賞       |
| フランス映画批評家協会賞             | 1987年 | 作品賞                       | 『さよなら子供たち』         | 受賞       |
| ルイ・デリュック賞                   | 1957年 | -                            | 『死刑台のエレベーター』     | 受賞       |
| ルイ・デリュック賞                   | 1987年 | -                            | 『さよなら子供たち』         | 受賞       |
| ヴェネツィア国際映画祭               | 1958年 | 審査員特別賞                 | 『恋人たち』                 | 受賞       |
| ヴェネツィア国際映画祭               | 1963年 | 審査員特別賞                 | 『鬼火』                     | 受賞       |
| ヴェネツィア国際映画祭               | 1963年 | イタリア批評家賞             | 『鬼火』                     | 受賞       |
| ヴェネツィア国際映画祭               | 1980年 | 金獅子賞                     | 『アトランティック・シティ』 | 受賞       |
| ヴェネツィア国際映画祭               | 1987年 | 金獅子賞                     | 『さよなら子供たち』         | 受賞       |
| ヴェネツィア国際映画祭               | 1987年 | 国際カトリック映画事務局賞   | 『さよなら子供たち』         | 受賞       |
| アカデミー賞                         | 1956年 | 長編ドキュメンタリー映画賞   | 『沈黙の世界』               | 受賞       |
| アカデミー賞                         | 1971年 | 脚本賞                       | 『好奇心』                   | ノミネート |
| アカデミー賞                         | 1974年 | 外国語映画賞                 | 『ルシアンの青春』           | ノミネート |
| アカデミー賞                         | 1981年 | 作品賞                       | 『アトランティック・シティ』 | ノミネート |
| アカデミー賞                         | 1981年 | 監督賞                       | 『アトランティック・シティ』 | ノミネート |
| アカデミー賞                         | 1987年 | 脚本賞                       | 『さよなら子供たち』         | ノミネート |
| アカデミー賞                         | 1987年 | 外国語映画賞                 | 『さよなら子供たち』         | ノミネート |
| カンザスシティ映画批評家協会賞       | 1972年 | 外国語映画賞                 | 『好奇心』                   | 受賞       |
| ゴールデングローブ賞                 | 1974年 | 外国語映画賞                 | 『ルシアンの青春』           | ノミネート |
| ゴールデングローブ賞                 | 1981年 | 監督賞                       | 『アトランティック・シティ』 | ノミネート |
| ゴールデングローブ賞                 | 1981年 | 外国語映画賞                 | 『アトランティック・シティ』 | ノミネート |
| 英国アカデミー賞                     | 1974年 | 作品賞                       | 『ルシアンの青春』           | 受賞       |
| 英国アカデミー賞                     | 1974年 | 監督賞                       | 『ルシアンの青春』           | ノミネート |
| 英国アカデミー賞                     | 1974年 | 脚本賞                       | 『ルシアンの青春』           | ノミネート |
| 英国アカデミー賞                     | 1981年 | 作品賞                       | 『アトランティック・シティ』 | ノミネート |
| 英国アカデミー賞                     | 1981年 | 監督賞                       | 『アトランティック・シティ』 | 受賞       |
| 英国アカデミー賞                     | 1988年 | 作品賞                       | 『さよなら子供たち』         | ノミネート |
| 英国アカデミー賞                     | 1988年 | 監督賞                       | 『さよなら子供たち』         | 受賞       |
| 英国アカデミー賞                     | 1988年 | オリジナル脚本賞             | 『さよなら子供たち』         | ノミネート |
| 英国アカデミー賞                     | 1988年 | 非英語作品賞                 | 『さよなら子供たち』         | ノミネート |
| 英国アカデミー賞                     | 1990年 | 外国語作品賞                 | 『五月のミル』               | ノミネート |
| 英国アカデミー賞                     | 1990年 | フェローシップ賞             | -                            | 受賞       |
| 全米映画批評家協会賞                 | 1981年 | 作品賞                       | 『アトランティック・シティ』 | 受賞       |
| 全米映画批評家協会賞                 | 1981年 | 監督賞                       | 『アトランティック・シティ』 | 受賞       |
| 全米映画批評家協会賞                 | 1990年 | 外国語映画賞                 | 『五月のミル』               | 3位        |
| 全米映画批評家協会賞                 | 1994年 | 監督賞                       | 『42丁目のワーニャ』         | 3位        |
| ニューヨーク映画批評家協会賞         | 1981年 | 作品賞                       | 『アトランティック・シティ』 | 次点       |
| ニューヨーク映画批評家協会賞         | 1981年 | 監督賞                       | 『アトランティック・シティ』 | 次点       |
| ニューヨーク映画批評家協会賞         | 1988年 | 外国語映画賞                 | 『さよなら子供たち』         | 次点       |
| ロサンゼルス映画批評家協会賞         | 1981年 | 作品賞                       | 『アトランティック・シティ』 | 受賞       |
| ロサンゼルス映画批評家協会賞         | 1988年 | 外国語映画賞                 | 『さよなら子供たち』         | 受賞       |
| 全米監督協会賞                       | 1981年 | 長編映画監督賞               | 『アトランティック・シティ』 | ノミネート |
| フォトグラマス・デ・プラータ         | 1981年 | 外国語映画賞                 | 『アトランティック・シティ』 | 受賞       |
| インディペンデント・スピリット賞     | 1987年 | 外国映画賞                   | 『さよなら子供たち』         | ノミネート |
| シカゴ映画批評家協会賞               | 1988年 | 外国語映画賞                 | 『さよなら子供たち』         | 受賞       |
| ヨーロッパ映画賞                     | 1988年 | 作品賞                       | 『さよなら子供たち』         | ノミネート |
| ヨーロッパ映画賞                     | 1988年 | 監督賞                       | 『さよなら子供たち』         | ノミネート |
| ヨーロッパ映画賞                     | 1988年 | 脚本賞                       | 『さよなら子供たち』         | 受賞       |
| セザール賞                           | 1988年 | 作品賞                       | 『さよなら子供たち』         | 受賞       |
| セザール賞                           | 1988年 | 監督賞                       | 『さよなら子供たち』         | 受賞       |
| セザール賞                           | 1988年 | 脚本賞                       | 『さよなら子供たち』         | 受賞       |
| ダヴィッド・ディ・ドナテッロ賞       | 1988年 | 外国映画賞                   | 『さよなら子供たち』         | 受賞       |
| ダヴィッド・ディ・ドナテッロ賞       | 1988年 | 外国監督賞                   | 『さよなら子供たち』         | 受賞       |
| ダヴィッド・ディ・ドナテッロ賞       | 1988年 | 外国脚本賞                   | 『さよなら子供たち』         | 受賞       |
| ダヴィッド・ディ・ドナテッロ賞       | 1990年 | 外国映画賞                   | 『五月のミル』               | ノミネート |
| ダヴィッド・ディ・ドナテッロ賞       | 1990年 | 外国監督賞                   | 『五月のミル』               | 受賞       |
| ナストロ・ダルジェント賞             | 1988年 | 外国監督賞                   | 『さよなら子供たち』         | 受賞       |
| ロンドン映画批評家協会賞             | 1989年 | 外国語映画賞                 | 『さよなら子供たち』         | 受賞       |
| ボディル賞                           | 1989年 | 非アメリカ映画賞             | 『さよなら子供たち』         | 受賞       |
| ボストン映画批評家協会賞             | 1994年 | 作品賞                       | 『42丁目のワーニャ』         | 2位        |
| ボストン映画批評家協会賞             | 1994年 | 監督賞                       | 『42丁目のワーニャ』         | 2位        |